# Josef Taussig
Josef Taussig (1. prosince 1914, Hlinsko – 10. března 1945, koncentrační tábor Flossenbürg) byl český novinář a oběť nacismu.

## Biografie
Josef Taussig byl český novinář, redaktor časopisu mládeže "Hej rup“.
Dne 5. prosince 1942 byl přepraven ze svého domovského města Hlinsko do koncentračního tábora v Terezíně, kam byli již dříve umístěni jeho rodiče Otto (1875-1944) a Irma (1889–1942), kteří se, spolu s dalšími příbuznými, taktéž stali oběťmi holocaustu.
V Terezíně Josef Taussig přednášel, produkoval hry a kabaretní představení. V Terezíně seznámil s Petrem Ginzem a společně se angažovali v redakci časopisu Vedem, ve kterém pravidelně publikovali svoje básně a články. Josef Taussig ve Vedem zveřejňoval svoje epigramy.
Dne 28. října 1944 byl posledním vlakem z Terezína převezen do koncentračního tábora v Osvětimi a v lednu 1945 přežil pochod smrti do Flossenbürgu, kde zemřel 10. března 1945, pět týdnů předtím, než 90. pěší divize americké armády den 23. dubna 1945 tábor osvobodila.

## Rodina
Jeho starší bratr František Taussig (1909-1941), redaktor komunistických novin Moravská rovnost a po Mnichovu Nezávislé politiky v Brně a člen prvního ilegálního ústředního výboru KSČ, byl gestapem 29. září 1941 zastřelen v pražských Ruzyňských kasárnách, kolegové členové výboru Dr. Jan Frank a Otto Synek. František byl prvním manželem Jarmily Taussigové-Potůčkové (1914-2011), také aktivní komunistky, která přežila deportaci do koncentračního tábora v Ravensbrücku a po válce věznění komunistů po procesu s Rudolfem Slánským.

## Literární dílo
Pod pseudonymem Josef Krk napsal knihu pro děti od 6 do 12 let Borek, postrach Pokřikova (ilustroval Jan Rothe, vydal Karel Synek, Praha, 1938)